# Меркушкин, Григорий Яковлевич
Григо́рий Я́ковлевич Мерку́шкин (23 ноября 1917, Новые Верхиссы — 13 января 1979, Саранск) — советский государственный и политический деятель; кандидат исторических наук (1947); министр просвещения Мордовской АССР (1947—1950), заместитель председателя Совета Министров Мордовской АССР (1950—1955), ректор Мордовского государственного университета (1960—1969).
Дядя Н. И. Меркушкина, Главы республики Мордовия (1995—2012) и губернатора Самарской области (2012—2017).

## Биография
Родился в 1917 году в селе Новые Верхиссы (ныне — в Инсарском районе Мордовии). Окончил начальную школу в Новых Верхиссах, Инсарскую среднюю школу (1934), историко-филологический факультет Мордовского педагогического института (1938).
В 1938—1979 годы преподавал историю в Темниковском педагогическом училище. С 1939 года служил в РККА; после демобилизации работал директором Рыбкинской средней школы (Ковылкинский район).
Участник Великой Отечественной войны: служил в штабе 117-й стрелковой дивизии, воевал на Ленинградском и Калининском фронтах. В 1942 году вступил в ВКП(б). Был трижды ранен; в 1944 году после тяжёлого ранения демобилизован в звании майора.
С 1944 года — директор Мордовского НИИ языка, литературы, истории и экономики, с 1947 года — министр просвещения Мордовской АССР. Защитил кандидатскую диссертацию «Восточные походы Ивана Грозного».
В 1950—1955 годы — заместитель председателя Совета Министров Мордовской АССР, в 1955—1960 — секретарь Мордовского обкома КПСС. В 1960—1969 годы — ректор Мордовского государственного университета; с 1972 года — доцент кафедры истории СССР там же. В 1969 году подготовил к защите докторскую диссертацию «История культуры и науки Мордовской АССР».
Был избран депутатом (от Мордовской АССР) Совета Национальностей Верховного Совета СССР 3-го созыва (1950—1954).
Умер в 1979 году в Саранске; похоронен там же.

## Творчество
С 1950-х годов написал ряд пьес («Во имя народа», «На рассвете», «Голубое сияние», «Дорогой жизни», «Звезда поэта»), которые были поставлены на сцене Государственного театра драмы Мордовской АССР и Национального театра Республики Мордовия.

## Награды
- орден Красного Знамени (24.10.1943)[3]
- орден Ленина
- орден Трудового Красного Знамени
- орден «Знак Почёта»

## Память
- В Саранске на доме, в котором с 1962 по 1979 годы жил и работал Г. Я. Меркушкин, установлена мемориальная доска.

## Комментарии
1. ↑  По другим данным — с 1938[3].